# Adrian Metcalfe
Adrian Peter Metcalfe OBE (* 2. März 1942 in Bradford; † 2. Juli 2021) war ein britischer Leichtathlet, der sich auf den 400-Meter-Lauf spezialisiert hatte.
1961 stellte er am 2. September in Dortmund mit 45,7 s eine Weltjahresbestzeit auf. Im Jahr darauf wurde er Vierter bei den Leichtathletik-Europameisterschaften 1962 in Belgrad und belegte mit der britischen Mannschaft in der 4-mal-400-Meter-Staffel den 2. Rang. Ebenfalls Silber gab es für ihn im selben Jahr mit der englischen Mannschaft in der 4-mal-440-Yards-Staffel der British Empire and Commonwealth Games in Perth.
Bei den Olympischen Spielen 1964 in Tokio erreichte er über 400 Meter das Viertelfinale. In der 4-mal-400-Meter-Staffel gewann das britische Quartett in der Besetzung Tim Graham, Metcalfe, John Cooper und Robbie Brightwell in 3:01,6 min Silber hinter der US-Stafette, die mit 3:00,7 min einen Weltrekord aufstellte.
1961 und 1963 wurde er englischer Meister über 440 Yards.
Nach seiner aktiven Karriere wurde er Berater und Unternehmer. In den 1990er gehörte er so zur operativen Leitung von Tyne Tees Television und des Unternehmens Octagon. Zwischen Mai 2004 und Dezember 2004 sowie von Mai 2005 bis Dezember 2005 saß er auch im Vorstand der World Professional Billiards & Snooker Association (WPBSA), dem professionellen Weltverband für Snooker und English Billiards. 2005 gehörte er zudem zur Geschäftsleitung der WPBSA-Unterorganisation World Snooker.